# A Manchester City FC 2016–2017-es szezonja
Ez a szócikk a Manchester City FC 2016–2017-es szezonjáról szól, mely a 115. a fennállása óta, 88. az angol első osztályban és 20. a Premier League-ben. A szezonban trófeát nem nyertek, a ligakupából a negyedik körben a városi rivális Manchester United, az FA-kupában az elődöntőben, hosszabbítás után az Arsenal búcsúztatta őket. A Bajnokok Ligájában a csoportkörből még továbbjutottak, ott az AS Monaco idegenben szerzett több góllal jutott tovább. A bajnokságban 78 pontot szerezve a harmadik helyre értek oda a bajnok Chelsea és a második Tottenham mögé.

## Mezek
| Hazai | Vendég | Harmadik |

## Játékosok

### Felnőtt keret
A szezon közben távozott játékosok dőlttel jelezve.
| #  |     | Poszt | Név                |
| -- | --- | ----- | ------------------ |
| 1  | ENG | K     | Joe Hart           |
| 1  | CHI | K     | Claudio Bravo      |
| 3  | FRA | V     | Bacary Sagna       |
| 4  | BEL | V     | Vincent Kompany    |
| 5  | ARG | V     | Pablo Zabaleta     |
| 6  | BRA | KP    | Fernando           |
| 7  | ENG | CS    | Raheem Sterling    |
| 8  | FRA | KP    | Samir Nasri        |
| 8  | GER | KP    | İlkay Gündoğan     |
| 9  | ESP | KP    | Nolito             |
| 10 | ARG | CS    | Sergio Agüero      |
| 11 | SER | V     | Aleksandar Kolarov |
| 13 | ARG | K     | Wilfredo Caballero |
| 15 | ESP | KP    | Jesús Navas        |
| 17 | BEL | KP    | Kevin De Bruyne    |
| 18 | ENG | KP    | Fabian Delph       |

| #  |     | Poszt | Név               |
| -- | --- | ----- | ----------------- |
| 19 | GER | CS    | Leroy Sané        |
| 21 | ESP | KP    | David Silva       |
| 22 | FRA | V     | Gaël Clichy       |
| 24 | ENG | V     | John Stones       |
| 25 | BRA | KP    | Fernandinho       |
| 30 | ARG | V     | Nicolás Otamendi  |
| 33 | BRA | CS    | Gabriel Jesus     |
| 42 | CIV | KP    | Yaya Touré        |
| 50 | ESP | V     | Pablo Maffeo      |
| 53 | ENG | V     | Tosin Adarabioyo  |
| 54 | ENG | K     | Angus Gunn        |
| 55 | ESP | KP    | Brahim Díaz       |
| 69 | ESP | V     | Angeliño          |
| 72 | NGR | CS    | Kelechi Iheanacho |
| 75 | ESP | KP    | Aleix García      |

### Átigazolások

#### Érkezők
| Dátum         | Játékos              | Nemzetiség | Poszt       | Honnan            | Átigazolási összeg |
| ------------- | -------------------- | ---------- | ----------- | ----------------- | ------------------ |
| 2016. 06. 01. | İlkay Gündoğan       | német      | középpályás | Borussia Dortmund | £ 20 000 000       |
| 2016. 06. 01. | Nolito               | spanyol    | középpályás | Celta Vigo        | £ 13 800 000       |
| 2016. 07. 04. | Olekszandr Zincsenko | ukrán      | középpályás | Ufa               | £ 1 700 000        |
| 2016. 08. 02. | Leroy Sané           | német      | csatár      | Schalke 04        | £ 37 000 000       |
| 2016. 08. 06. | Marlos Moreno        | kolumbiai  | csatár      | Atlético Nacional | £ 4 750 000        |
| 2016. 08. 09. | John Stones          | angol      | hátvéd      | Everton           | £ 47 500 000       |
| 2016. 08. 25. | Claudio Bravo        | chilei     | kapus       | Barcelona         | £ 15 400 000       |
| 2017. 01. 19. | Gabriel Jesus        | brazil     | csatár      | Palmeiras         | £ 27 000 000       |

#### Távozók
| Dátum         | Játékos           | Nemzetiség  | Poszt  | Hova           | Átigazolási összeg |
| ------------- | ----------------- | ----------- | ------ | -------------- | ------------------ |
| 2016. 06. 10. | Martín Demichelis | argentin    | hátvéd | Espanyol       | ingyen             |
| 2016. 06. 10. | Richard Wright    | angol       | kapus  | visszavonult   | visszavonult       |
| 2016. 07. 01. | Edin Džeko        | bosnyák     | csatár | Roma           | £ 10 800 000       |
| 2017. 01. 03. | Stevan Jovetić    | montenegrói | csatár | Internazionale | £ 12 200 000       |

#### Kölcsönbe adott játékosok
| Dátumtól      | -ig           | Játékos              | Nemzetiség        | Poszt       | Hova                |
| ------------- | ------------- | -------------------- | ----------------- | ----------- | ------------------- |
| 2016. 08. 06. | 2017. 06. 30. | Marlos Moreno        | kolumbiai         | csatár      | Deportivo La Coruña |
| 2016. 08. 26. | 2017. 06. 30. | Olekszandr Zincsenko | ukrán             | középpályás | PSV                 |
| 2016. 08. 31. | 2017. 06. 30. | Joe Hart             | angol             | kapus       | Torino              |
| 2016. 08. 31. | 2017. 06. 30. | Samir Nasri          | francia           | középpályás | Sevilla             |
| 2016. 08. 31. | 2017. 06. 30. | Wilfried Bony        | elefántcsontparti | csatár      | Stoke City          |
| 2016. 08. 31. | 2017. 06. 30. | Eliaquim Mangala     | francia           | hátvéd      | Valencia            |
| 2016. 08. 31. | 2017. 06. 30. | Jason Denayer        | belga             | hátvéd      | Sunderland          |
| 2017. 01. 01. | 2017. 01. 31. | Angeliño             | spanyol           | hátvéd      | Girona              |
| 2017. 01. 31. | 2017. 06. 30. | Angeliño             | spanyol           | hátvéd      | RCD Mallorca        |
| 2017. 01. 01. | 2017. 06. 30. | Pablo Maffeo         | spanyol           | hátvéd      | Girona              |

## Stáb
| Tulajdonos              | HH Manszúr bin Zajed al-Nahjan |
| Elnök                   | Kaldun al-Mubarak              |
| Vezérigazgató (CEO)     | Ferran Soriano                 |
| Nem ügyvezető igazgatók | Simon Pearce                   |
| Nem ügyvezető igazgatók | Martin Edelman                 |
| Nem ügyvezető igazgatók | Mohamed al-Mazrouei            |
| Nem ügyvezető igazgatók | John Macbeath                  |
| Nem ügyvezető igazgatók | Alberto Galassi                |

| Vezetőedző             | Josep Guardiola   |
| Segédedzők             | Brian Kidd        |
| Segédedzők             | Mikel Arteta      |
| Segédedzők             | Domènec Torrent   |
| Szakmai igazgató (DoF) | Txiki Begiristain |
| U21 edző (EDS)         | Simon Davies      |

## Mérkőzések

### Barátságos találkozók
| 2016. július 20. 19:30 (GMT) |

| Bayern München | 1 – 0       | Manchester City |
| -------------- | ----------- | --------------- |
| Öztürk 76'     | Jegyzőkönyv |                 |

| Allianz Arena, München Nézőszám: 68 000 Játékvezető: Pavel Královec |

| 2016. augusztus 3. |

| Manchester City         | 3 – 0 | St. Johnstone |
| ----------------------- | ----- | ------------- |
| Fernandinho Silva Delph |       |               |

| Academy Stadium, Manchester Nézőszám: zárt kapuk mögött |

| 2016. augusztus 7. 17:00 |

| Manchester City          | 2 – 3       | Arsenal                         |
| ------------------------ | ----------- | ------------------------------- |
| Agüero 30' Iheanacho 87' | Jegyzőkönyv | 50' Iwobi 73' Walcott 85' Akpom |

| Ullevi, Göteborg, Svédország Játékvezető: Martin Strombergsson |

| 2016. július 20. 19:30 (GMT) |

| Bayern München | 1 – 0       | Manchester City |
| -------------- | ----------- | --------------- |
| Öztürk 76'     | Jegyzőkönyv |                 |

| Allianz Arena, München Nézőszám: 68 000 Játékvezető: Pavel Královec |

| 2016. augusztus 3. |

| Manchester City         | 3 – 0 | St. Johnstone |
| ----------------------- | ----- | ------------- |
| Fernandinho Silva Delph |       |               |

| Academy Stadium, Manchester Nézőszám: zárt kapuk mögött |

| 2016. augusztus 7. 17:00 |

| Manchester City          | 2 – 3       | Arsenal                         |
| ------------------------ | ----------- | ------------------------------- |
| Agüero 30' Iheanacho 87' | Jegyzőkönyv | 50' Iwobi 73' Walcott 85' Akpom |

| Ullevi, Göteborg, Svédország Játékvezető: Martin Strombergsson |

| 2016. július 25. 19:30 CST |

| Manchester City | törölve     | Manchester United |
| --------------- | ----------- | ----------------- |
|                 | Jegyzőkönyv |                   |

| Nemzeti Stadion, Peking, Kína Játékvezető: Ma Ning |

| 2016. július 28. 19:30 CST |

| Manchester City                                                     | 1 – 1       | Borussia Dortmund                                         |
| ------------------------------------------------------------------- | ----------- | --------------------------------------------------------- |
| Agüero 79'                                                          | Jegyzőkönyv | 90+6' Pulisic                                             |
| Büntetőpárbaj                                                       |             |                                                           |
| García Adarabioyo Fernandinho Silva Agüero Nolito Sterling Angeliño | 6 – 5       | Passlack Kagava Castro Burnic Pulisic Hober Larsen Merino |

| Longgang Stadium, Sencsen, Kína Nézőszám: 32 008 Játékvezető: Fu Ming |

| 2016. július 25. 19:30 CST |

| Manchester City | törölve     | Manchester United |
| --------------- | ----------- | ----------------- |
|                 | Jegyzőkönyv |                   |

| Nemzeti Stadion, Peking, Kína Játékvezető: Ma Ning |

| 2016. július 28. 19:30 CST |

| Manchester City                                                     | 1 – 1       | Borussia Dortmund                                         |
| ------------------------------------------------------------------- | ----------- | --------------------------------------------------------- |
| Agüero 79'                                                          | Jegyzőkönyv | 90+6' Pulisic                                             |
| Büntetőpárbaj                                                       |             |                                                           |
| García Adarabioyo Fernandinho Silva Agüero Nolito Sterling Angeliño | 6 – 5       | Passlack Kagava Castro Burnic Pulisic Hober Larsen Merino |

| Longgang Stadium, Sencsen, Kína Nézőszám: 32 008 Játékvezető: Fu Ming |

### Bajnokság
| 2016. augusztus 13. 18:30 CEST 1. forduló |

| Manchester City                 | 2 – 1               | Sunderland |
| ------------------------------- | ------------------- | ---------- |
| Agüero 4' (11-esből) McNair 87' | (1 – 0) Jegyzőkönyv | 71' Defoe  |

| City of Manchester Stadion, Manchester Nézőszám: 54 362 Játékvezető: Robert Madley |

| 2016. augusztus 20. 13:30 CEST 2. forduló |

| Stoke City           | 1 – 4               | Manchester City                          |
| -------------------- | ------------------- | ---------------------------------------- |
| Krkić 49' (11-esből) | (0 – 2) Jegyzőkönyv | 27' (11-esből) 36' Agüero 86' 95' Nolito |

| bet365 Stadion, Stoke-on-Trent Nézőszám: 27 455 Játékvezető: Mike Dean |

| 2016. augusztus 28. 17:00 CEST 3. forduló |

| Manchester City                   | 3 – 1               | West Ham United |
| --------------------------------- | ------------------- | --------------- |
| Sterling 7' 90+2' Fernandinho 18' | (2 – 0) Jegyzőkönyv | 58' Antonio     |

| City of Manchester Stadion, Manchester Nézőszám: 54 008 Játékvezető: Andre Marriner |

| 2016. augusztus 13. 18:30 CEST 1. forduló |

| Manchester City                 | 2 – 1               | Sunderland |
| ------------------------------- | ------------------- | ---------- |
| Agüero 4' (11-esből) McNair 87' | (1 – 0) Jegyzőkönyv | 71' Defoe  |

| City of Manchester Stadion, Manchester Nézőszám: 54 362 Játékvezető: Robert Madley |

| 2016. augusztus 20. 13:30 CEST 2. forduló |

| Stoke City           | 1 – 4               | Manchester City                          |
| -------------------- | ------------------- | ---------------------------------------- |
| Krkić 49' (11-esből) | (0 – 2) Jegyzőkönyv | 27' (11-esből) 36' Agüero 86' 95' Nolito |

| bet365 Stadion, Stoke-on-Trent Nézőszám: 27 455 Játékvezető: Mike Dean |

| 2016. augusztus 28. 17:00 CEST 3. forduló |

| Manchester City                   | 3 – 1               | West Ham United |
| --------------------------------- | ------------------- | --------------- |
| Sterling 7' 90+2' Fernandinho 18' | (2 – 0) Jegyzőkönyv | 58' Antonio     |

| City of Manchester Stadion, Manchester Nézőszám: 54 008 Játékvezető: Andre Marriner |

| 2016. szeptember 10. 13:30 CEST 4. forduló |

| Manchester United | 1 – 2               | Manchester City             |
| ----------------- | ------------------- | --------------------------- |
| Ibrahimović 42'   | (1 – 2) Jegyzőkönyv | 15' De Bruyne 36' Iheanacho |

| Old Trafford, Manchester Nézőszám: 75 272 Játékvezető: Mark Clattenburg |

| 2016. szeptember 17. 16:00 CEST 5. forduló |

| Manchester City                                                  | 4 – 0               | Bournemouth |
| ---------------------------------------------------------------- | ------------------- | ----------- |
| De Bruyne 15' Iheanacho 25' Sterling 48' Gündoğan 66' Nolito 86′ | (2 – 0) Jegyzőkönyv |             |

| City of Manchester Stadion, Manchester Nézőszám: 54 335 Játékvezető: Jonathan Moss |

| 2016. szeptember 24. 16:00 CEST 6. forduló |

| Swansea City | 1 – 3               | Manchester City                       |
| ------------ | ------------------- | ------------------------------------- |
| Llorente 13' | (1 – 1) Jegyzőkönyv | 9' 65' (11-esből) Agüero 77' Sterling |

| Liberty Stadion, Swansea Nézőszám: 20 786 Játékvezető: Neil Swarbrick |

| 2016. szeptember 10. 13:30 CEST 4. forduló |

| Manchester United | 1 – 2               | Manchester City             |
| ----------------- | ------------------- | --------------------------- |
| Ibrahimović 42'   | (1 – 2) Jegyzőkönyv | 15' De Bruyne 36' Iheanacho |

| Old Trafford, Manchester Nézőszám: 75 272 Játékvezető: Mark Clattenburg |

| 2016. szeptember 17. 16:00 CEST 5. forduló |

| Manchester City                                                  | 4 – 0               | Bournemouth |
| ---------------------------------------------------------------- | ------------------- | ----------- |
| De Bruyne 15' Iheanacho 25' Sterling 48' Gündoğan 66' Nolito 86′ | (2 – 0) Jegyzőkönyv |             |

| City of Manchester Stadion, Manchester Nézőszám: 54 335 Játékvezető: Jonathan Moss |

| 2016. szeptember 24. 16:00 CEST 6. forduló |

| Swansea City | 1 – 3               | Manchester City                       |
| ------------ | ------------------- | ------------------------------------- |
| Llorente 13' | (1 – 1) Jegyzőkönyv | 9' 65' (11-esből) Agüero 77' Sterling |

| Liberty Stadion, Swansea Nézőszám: 20 786 Játékvezető: Neil Swarbrick |

| 2016. október 2. 15:15 CEST 7. forduló |

| Tottenham Hotspur   | 2 – 0               | Manchester City |
| ------------------- | ------------------- | --------------- |
| Kolarov 9' Alli 37' | (2 – 0) Jegyzőkönyv |                 |

| White Hart Lane, London Nézőszám: 31 793 Játékvezető: Andre Marriner |

| 2016. október 15. 16:00 CEST 8. forduló |

| Manchester City | 1 – 1               | Everton    |
| --------------- | ------------------- | ---------- |
| Nolito 72'      | (0 – 0) Jegyzőkönyv | 64' Lukaku |

| City of Manchester Stadion, Manchester Nézőszám: 54 512 Játékvezető: Michael Oliver |

| 2016. október 23. 14:30 CEST 9. forduló |

| Manchester City | 1 – 1               | Southampton |
| --------------- | ------------------- | ----------- |
| Iheanacho 55'   | (0 – 1) Jegyzőkönyv | 27' Redmond |

| City of Manchester Stadion, Manchester Nézőszám: 55 731 Játékvezető: Mark Clattenburg |

| 2016. október 29. 16:00 CEST 10. forduló |

| West Bromwich Albion | 0 – 4               | Manchester City                 |
| -------------------- | ------------------- | ------------------------------- |
|                      | (0 – 2) Jegyzőkönyv | 19' 28' Agüero 79' 90' Gündoğan |

| The Hawthorns, West Bromwich Nézőszám: 22 470 Játékvezető: Lee Mason |

| 2016. október 2. 15:15 CEST 7. forduló |

| Tottenham Hotspur   | 2 – 0               | Manchester City |
| ------------------- | ------------------- | --------------- |
| Kolarov 9' Alli 37' | (2 – 0) Jegyzőkönyv |                 |

| White Hart Lane, London Nézőszám: 31 793 Játékvezető: Andre Marriner |

| 2016. október 15. 16:00 CEST 8. forduló |

| Manchester City | 1 – 1               | Everton    |
| --------------- | ------------------- | ---------- |
| Nolito 72'      | (0 – 0) Jegyzőkönyv | 64' Lukaku |

| City of Manchester Stadion, Manchester Nézőszám: 54 512 Játékvezető: Michael Oliver |

| 2016. október 23. 14:30 CEST 9. forduló |

| Manchester City | 1 – 1               | Southampton |
| --------------- | ------------------- | ----------- |
| Iheanacho 55'   | (0 – 1) Jegyzőkönyv | 27' Redmond |

| City of Manchester Stadion, Manchester Nézőszám: 55 731 Játékvezető: Mark Clattenburg |

| 2016. október 29. 16:00 CEST 10. forduló |

| West Bromwich Albion | 0 – 4               | Manchester City                 |
| -------------------- | ------------------- | ------------------------------- |
|                      | (0 – 2) Jegyzőkönyv | 19' 28' Agüero 79' 90' Gündoğan |

| The Hawthorns, West Bromwich Nézőszám: 22 470 Játékvezető: Lee Mason |

| 2016. november 5. 16:00 CET 11. forduló |

| Manchester City | 1 – 1               | Middlesbrough |
| --------------- | ------------------- | ------------- |
| Agüero 43'      | (1 – 0) Jegyzőkönyv | 90+1' De Roon |

| City of Manchester Stadion, Manchester Nézőszám: 54 294 Játékvezető: Kevin Friend |

| 2016. november 19. 16:00 CET 12. forduló |

| Crystal Palace | 1 – 2               | Manchester City |
| -------------- | ------------------- | --------------- |
| Wickham 66'    | (0 – 1) Jegyzőkönyv | 39' 83' Touré   |

| Selhurst Park, London Nézőszám: 25 529 Játékvezető: Robert Madley |

| 2016. november 26. 13:30 CET 13. forduló |

| Burnley    | 1 – 2               | Manchester City |
| ---------- | ------------------- | --------------- |
| Marney 14' | (1 – 1) Jegyzőkönyv | 37' 60' Agüero  |

| Turf Moor, Burnley Nézőszám: 21 794 Játékvezető: Andre Marriner |

| 2016. november 5. 16:00 CET 11. forduló |

| Manchester City | 1 – 1               | Middlesbrough |
| --------------- | ------------------- | ------------- |
| Agüero 43'      | (1 – 0) Jegyzőkönyv | 90+1' De Roon |

| City of Manchester Stadion, Manchester Nézőszám: 54 294 Játékvezető: Kevin Friend |

| 2016. november 19. 16:00 CET 12. forduló |

| Crystal Palace | 1 – 2               | Manchester City |
| -------------- | ------------------- | --------------- |
| Wickham 66'    | (0 – 1) Jegyzőkönyv | 39' 83' Touré   |

| Selhurst Park, London Nézőszám: 25 529 Játékvezető: Robert Madley |

| 2016. november 26. 13:30 CET 13. forduló |

| Burnley    | 1 – 2               | Manchester City |
| ---------- | ------------------- | --------------- |
| Marney 14' | (1 – 1) Jegyzőkönyv | 37' 60' Agüero  |

| Turf Moor, Burnley Nézőszám: 21 794 Játékvezető: Andre Marriner |

| 2016. december 3. 13:30 CET 14. forduló |

| Manchester City                           | 1 – 3               | Chelsea                          |
| ----------------------------------------- | ------------------- | -------------------------------- |
| Cahill 45' Agüero 90+6′ Fernandinho 90+7′ | (1 – 0) Jegyzőkönyv | 60' Costa 70' Willian 90' Hazard |

| City of Manchester Stadion, Manchester Nézőszám: 54 457 Játékvezető: Anthony Taylor |

| 2016. december 10. 18:30 CET 15. forduló |

| Leicester City           | 4 – 2               | Manchester City        |
| ------------------------ | ------------------- | ---------------------- |
| Vardy 3' 20' 78' King 5' | (3 – 0) Jegyzőkönyv | 82' Kolarov 90' Nolito |

| King Power Stadion, Leicester Nézőszám: 31 966 Játékvezető: Michael Oliver |

| 2016. december 14. 21:00 CET 16. forduló |

| Manchester City        | 2 – 0               | Watford |
| ---------------------- | ------------------- | ------- |
| Zabaleta 33' Silva 86' | (1 – 0) Jegyzőkönyv |         |

| City of Manchester Stadion, Manchester Nézőszám: 51 527 Játékvezető: Kevin Friend |

| 2016. december 18. 17:00 CET 17. forduló |

| Manchester City       | 2 – 1               | Arsenal    |
| --------------------- | ------------------- | ---------- |
| Sané 47' Sterling 71' | (1 – 0) Jegyzőkönyv | 5' Walcott |

| City of Manchester Stadion, Manchester Nézőszám: 54 409 Játékvezető: Martin Atkinson |

| 2016. december 26. 18:15 CET 18. forduló |

| Hull City | 0 – 3               | Manchester City                                 |
| --------- | ------------------- | ----------------------------------------------- |
|           | (0 – 0) Jegyzőkönyv | 72' (11-esből) Touré 78' Iheanacho 90+4' Davies |

| KCOM stadion, Kingston upon Hull Nézőszám: 23 134 Játékvezető: Robert Madley |

| 2016. december 31. 18:30 CET 19. forduló |

| Liverpool    | 1 – 0               | Manchester City |
| ------------ | ------------------- | --------------- |
| Wijnaldum 8' | (1 – 0) Jegyzőkönyv |                 |

| Anfield, Liverpool Nézőszám: 53 120 Játékvezető: Craig Pawson |

| 2016. december 3. 13:30 CET 14. forduló |

| Manchester City                           | 1 – 3               | Chelsea                          |
| ----------------------------------------- | ------------------- | -------------------------------- |
| Cahill 45' Agüero 90+6′ Fernandinho 90+7′ | (1 – 0) Jegyzőkönyv | 60' Costa 70' Willian 90' Hazard |

| City of Manchester Stadion, Manchester Nézőszám: 54 457 Játékvezető: Anthony Taylor |

| 2016. december 10. 18:30 CET 15. forduló |

| Leicester City           | 4 – 2               | Manchester City        |
| ------------------------ | ------------------- | ---------------------- |
| Vardy 3' 20' 78' King 5' | (3 – 0) Jegyzőkönyv | 82' Kolarov 90' Nolito |

| King Power Stadion, Leicester Nézőszám: 31 966 Játékvezető: Michael Oliver |

| 2016. december 14. 21:00 CET 16. forduló |

| Manchester City        | 2 – 0               | Watford |
| ---------------------- | ------------------- | ------- |
| Zabaleta 33' Silva 86' | (1 – 0) Jegyzőkönyv |         |

| City of Manchester Stadion, Manchester Nézőszám: 51 527 Játékvezető: Kevin Friend |

| 2016. december 18. 17:00 CET 17. forduló |

| Manchester City       | 2 – 1               | Arsenal    |
| --------------------- | ------------------- | ---------- |
| Sané 47' Sterling 71' | (1 – 0) Jegyzőkönyv | 5' Walcott |

| City of Manchester Stadion, Manchester Nézőszám: 54 409 Játékvezető: Martin Atkinson |

| 2016. december 26. 18:15 CET 18. forduló |

| Hull City | 0 – 3               | Manchester City                                 |
| --------- | ------------------- | ----------------------------------------------- |
|           | (0 – 0) Jegyzőkönyv | 72' (11-esből) Touré 78' Iheanacho 90+4' Davies |

| KCOM stadion, Kingston upon Hull Nézőszám: 23 134 Játékvezető: Robert Madley |

| 2016. december 31. 18:30 CET 19. forduló |

| Liverpool    | 1 – 0               | Manchester City |
| ------------ | ------------------- | --------------- |
| Wijnaldum 8' | (1 – 0) Jegyzőkönyv |                 |

| Anfield, Liverpool Nézőszám: 53 120 Játékvezető: Craig Pawson |

| 2017. január 2. 16:00 CET 20. forduló |

| Manchester City                       | 2 – 1               | Burnley |
| ------------------------------------- | ------------------- | ------- |
| Clichy 58' Agüero 62' Fernandinho 32′ | (0 – 0) Jegyzőkönyv | 70' Mee |

| City of Manchester Stadion, Manchester Nézőszám: 54 463 Játékvezető: Lee Mason |

| 2017. január 15. 14:30 CET 21. forduló |

| Everton                                          | 4 – 0               | Manchester City |
| ------------------------------------------------ | ------------------- | --------------- |
| Lukaku 34' Mirallas 47' Davies 79' Lookman 90+4' | (1 – 0) Jegyzőkönyv |                 |

| Goodison Park, Liverpool Nézőszám: 39 588 Játékvezető: Mark Clattenburg |

| 2017. január 21. 18:30 CET 22. forduló |

| Manchester City        | 2 – 2               | Tottenham Hotspur |
| ---------------------- | ------------------- | ----------------- |
| Sané 49' De Bruyne 54' | (0 – 0) Jegyzőkönyv | 58' Alli 77' Szon |

| City of Manchester Stadion, Manchester Nézőszám: 54 402 Játékvezető: Andre Marriner |

| 2017. január 2. 16:00 CET 20. forduló |

| Manchester City                       | 2 – 1               | Burnley |
| ------------------------------------- | ------------------- | ------- |
| Clichy 58' Agüero 62' Fernandinho 32′ | (0 – 0) Jegyzőkönyv | 70' Mee |

| City of Manchester Stadion, Manchester Nézőszám: 54 463 Játékvezető: Lee Mason |

| 2017. január 15. 14:30 CET 21. forduló |

| Everton                                          | 4 – 0               | Manchester City |
| ------------------------------------------------ | ------------------- | --------------- |
| Lukaku 34' Mirallas 47' Davies 79' Lookman 90+4' | (1 – 0) Jegyzőkönyv |                 |

| Goodison Park, Liverpool Nézőszám: 39 588 Játékvezető: Mark Clattenburg |

| 2017. január 21. 18:30 CET 22. forduló |

| Manchester City        | 2 – 2               | Tottenham Hotspur |
| ---------------------- | ------------------- | ----------------- |
| Sané 49' De Bruyne 54' | (0 – 0) Jegyzőkönyv | 58' Alli 77' Szon |

| City of Manchester Stadion, Manchester Nézőszám: 54 402 Játékvezető: Andre Marriner |

| 2017. február 1. 20:45 CET 23. forduló |

| West Ham United | 0 – 4               | Manchester City                                                |
| --------------- | ------------------- | -------------------------------------------------------------- |
|                 | (0 – 3) Jegyzőkönyv | 17' De Bruyne 21' Silva 39' Gabriel Jesus 67' (11-esből) Touré |

| Olimpiai Stadion, London Nézőszám: 56 980 Játékvezető: Kevin Friend |

| 2017. február 5. 14:30 CET 24. forduló |

| Manchester City         | 2 – 1               | Swansea City   |
| ----------------------- | ------------------- | -------------- |
| Gabriel Jesus 11' 90+2' | (0 – 0) Jegyzőkönyv | 81' Sigurðsson |

| City of Manchester Stadion, Manchester Nézőszám: 54 065 Játékvezető: Mike Dean |

| 2017. február 13. 21:00 CET 25. forduló |

| Bournemouth | 0 – 2               | Manchester City        |
| ----------- | ------------------- | ---------------------- |
|             | (0 – 1) Jegyzőkönyv | 29' Sterling 69' Mings |

| Dean Court, Bournemouth Nézőszám: 11 129 Játékvezető: Neil Swarbrick |

| 2017. február 1. 20:45 CET 23. forduló |

| West Ham United | 0 – 4               | Manchester City                                                |
| --------------- | ------------------- | -------------------------------------------------------------- |
|                 | (0 – 3) Jegyzőkönyv | 17' De Bruyne 21' Silva 39' Gabriel Jesus 67' (11-esből) Touré |

| Olimpiai Stadion, London Nézőszám: 56 980 Játékvezető: Kevin Friend |

| 2017. február 5. 14:30 CET 24. forduló |

| Manchester City         | 2 – 1               | Swansea City   |
| ----------------------- | ------------------- | -------------- |
| Gabriel Jesus 11' 90+2' | (0 – 0) Jegyzőkönyv | 81' Sigurðsson |

| City of Manchester Stadion, Manchester Nézőszám: 54 065 Játékvezető: Mike Dean |

| 2017. február 13. 21:00 CET 25. forduló |

| Bournemouth | 0 – 2               | Manchester City        |
| ----------- | ------------------- | ---------------------- |
|             | (0 – 1) Jegyzőkönyv | 29' Sterling 69' Mings |

| Dean Court, Bournemouth Nézőszám: 11 129 Játékvezető: Neil Swarbrick |

| 2017. március 5. 17:00 CET 26. forduló |

| Sunderland | 0 – 2               | Manchester City     |
| ---------- | ------------------- | ------------------- |
|            | (0 – 1) Jegyzőkönyv | 42' Agüero 59' Sané |

| Stadium of Light, Sunderland Nézőszám: 41 107 Játékvezető: Martin Atkinson |

| 2017. március 8. 21:00 CET 27. forduló |

| Manchester City | 0 – 0               | Stoke City |
| --------------- | ------------------- | ---------- |
|                 | (0 – 0) Jegyzőkönyv |            |

| City of Manchester Stadion, Manchester Nézőszám: 52 625 Játékvezető: Neil Swarbrick |

| 2017. március 19. 17:30 CET 28. forduló |

| Manchester City | 1 – 1               | Liverpool             |
| --------------- | ------------------- | --------------------- |
| Agüero 69'      | (0 – 0) Jegyzőkönyv | 51' (11-esből) Milner |

| City of Manchester Stadion, Manchester Nézőszám: 54 449 Játékvezető: Michael Oliver |

| 2017. március 5. 17:00 CET 26. forduló |

| Sunderland | 0 – 2               | Manchester City     |
| ---------- | ------------------- | ------------------- |
|            | (0 – 1) Jegyzőkönyv | 42' Agüero 59' Sané |

| Stadium of Light, Sunderland Nézőszám: 41 107 Játékvezető: Martin Atkinson |

| 2017. március 8. 21:00 CET 27. forduló |

| Manchester City | 0 – 0               | Stoke City |
| --------------- | ------------------- | ---------- |
|                 | (0 – 0) Jegyzőkönyv |            |

| City of Manchester Stadion, Manchester Nézőszám: 52 625 Játékvezető: Neil Swarbrick |

| 2017. március 19. 17:30 CET 28. forduló |

| Manchester City | 1 – 1               | Liverpool             |
| --------------- | ------------------- | --------------------- |
| Agüero 69'      | (0 – 0) Jegyzőkönyv | 51' (11-esből) Milner |

| City of Manchester Stadion, Manchester Nézőszám: 54 449 Játékvezető: Michael Oliver |

| 2017. április 2. 17:00 CEST 29. forduló |

| Arsenal                 | 2 – 2               | Manchester City    |
| ----------------------- | ------------------- | ------------------ |
| Walcott 40' Mustafi 53' | (1 – 2) Jegyzőkönyv | 5' Sané 42' Agüero |

| Emirates Stadion, London Nézőszám: 60 001 Játékvezető: Andre Marriner |

| 2017. április 5. 21:00 CEST 30. forduló |

| Chelsea        | 2 – 1               | Manchester City |
| -------------- | ------------------- | --------------- |
| Hazard 10' 35' | (2 – 1) Jegyzőkönyv | 26' Agüero      |

| Stamnford Bridge, London Nézőszám: 41 528 Játékvezető: Mike Dean |

| 2017. április 8. 16:00 CEST 31. forduló |

| Manchester City                      | 3 – 1               | Hull City     |
| ------------------------------------ | ------------------- | ------------- |
| el-Mohamedi 31' Agüero 48' Delph 64' | (1 – 0) Jegyzőkönyv | 85' Ranocchia |

| City of Manchester Stadion, Manchester Nézőszám: 54 393 Játékvezető: Jonathan Moss |

| 2017. április 15. 18:30 CEST 32. forduló |

| Southampton | 0 – 3               | Manchester City                 |
| ----------- | ------------------- | ------------------------------- |
|             | (0 – 0) Jegyzőkönyv | 55' Kompany 77' Sané 80' Agüero |

| St. Mary’s Stadium, Southampton Nézőszám: 31 850 Játékvezető: Neil Swarbrick |

| 2017. április 27. 21:00 CEST 33. forduló |

| Manchester City | 0 – 0               | Manchester United |
| --------------- | ------------------- | ----------------- |
|                 | (0 – 0) Jegyzőkönyv | 84′ Fellaini      |

| City of Manchester Stadion, Manchester Nézőszám: 54 176 Játékvezető: Martin Atkinson |

| 2017. április 30. 15:05 CEST 34. forduló |

| Middlesbrough            | 2 – 2               | Manchester City                         |
| ------------------------ | ------------------- | --------------------------------------- |
| Negredo 38' Chambers 77' | (1 – 0) Jegyzőkönyv | 69' (11-esből) Agüero 85' Gabriel Jesus |

| Riverside Stadion, Middlesbrough Nézőszám: 29 763 Játékvezető: Kevin Friend |

| 2017. április 2. 17:00 CEST 29. forduló |

| Arsenal                 | 2 – 2               | Manchester City    |
| ----------------------- | ------------------- | ------------------ |
| Walcott 40' Mustafi 53' | (1 – 2) Jegyzőkönyv | 5' Sané 42' Agüero |

| Emirates Stadion, London Nézőszám: 60 001 Játékvezető: Andre Marriner |

| 2017. április 5. 21:00 CEST 30. forduló |

| Chelsea        | 2 – 1               | Manchester City |
| -------------- | ------------------- | --------------- |
| Hazard 10' 35' | (2 – 1) Jegyzőkönyv | 26' Agüero      |

| Stamnford Bridge, London Nézőszám: 41 528 Játékvezető: Mike Dean |

| 2017. április 8. 16:00 CEST 31. forduló |

| Manchester City                      | 3 – 1               | Hull City     |
| ------------------------------------ | ------------------- | ------------- |
| el-Mohamedi 31' Agüero 48' Delph 64' | (1 – 0) Jegyzőkönyv | 85' Ranocchia |

| City of Manchester Stadion, Manchester Nézőszám: 54 393 Játékvezető: Jonathan Moss |

| 2017. április 15. 18:30 CEST 32. forduló |

| Southampton | 0 – 3               | Manchester City                 |
| ----------- | ------------------- | ------------------------------- |
|             | (0 – 0) Jegyzőkönyv | 55' Kompany 77' Sané 80' Agüero |

| St. Mary’s Stadium, Southampton Nézőszám: 31 850 Játékvezető: Neil Swarbrick |

| 2017. április 27. 21:00 CEST 33. forduló |

| Manchester City | 0 – 0               | Manchester United |
| --------------- | ------------------- | ----------------- |
|                 | (0 – 0) Jegyzőkönyv | 84′ Fellaini      |

| City of Manchester Stadion, Manchester Nézőszám: 54 176 Játékvezető: Martin Atkinson |

| 2017. április 30. 15:05 CEST 34. forduló |

| Middlesbrough            | 2 – 2               | Manchester City                         |
| ------------------------ | ------------------- | --------------------------------------- |
| Negredo 38' Chambers 77' | (1 – 0) Jegyzőkönyv | 69' (11-esből) Agüero 85' Gabriel Jesus |

| Riverside Stadion, Middlesbrough Nézőszám: 29 763 Játékvezető: Kevin Friend |

| 2017. május 6. 13:30 CEST 35. forduló |

| Manchester City                                                | 5 – 0               | Crystal Palace |
| -------------------------------------------------------------- | ------------------- | -------------- |
| Silva 2' Kompany 49' De Bruyne 59' Sterling 82' Otamendi 90+2' | (1 – 0) Jegyzőkönyv |                |

| City of Manchester Stadion, Manchester Nézőszám: 54 119 Játékvezető: Michael Oliver |

| 2017. május 13. 13:30 CEST 36. forduló |

| Manchester City                        | 2 – 1               | Leicester City |
| -------------------------------------- | ------------------- | -------------- |
| Silva 29' Gabriel Jesus 36' (11-esből) | (2 – 1) Jegyzőkönyv | 42' Okazaki    |

| City of Manchester Stadion, Manchester Nézőszám: 54 407 Játékvezető: Robert Madley |

| 2017. május 16. 21:00 CEST 37. forduló |

| Manchester City                           | 3 – 1               | West Bromwich Albion |
| ----------------------------------------- | ------------------- | -------------------- |
| Gabriel Jesus 29' De Bruyne 29' Touré 57' | (2 – 0) Jegyzőkönyv | 87' Robson-Kanu      |

| City of Manchester Stadion, Manchester Nézőszám: 53 624 Játékvezető: Craig Pawson |

| 2017. május 21. 16:00 CEST 38. forduló |

| Watford | 0 – 5               | Manchester City                                             |
| ------- | ------------------- | ----------------------------------------------------------- |
|         | (0 – 4) Jegyzőkönyv | 5' Kompany 23' 36' Agüero 41' Fernandinho 58' Gabriel Jesus |

| Vicarage Road, Watford Nézőszám: 20 829 Játékvezető: Jonathan Moss |

| 2017. május 6. 13:30 CEST 35. forduló |

| Manchester City                                                | 5 – 0               | Crystal Palace |
| -------------------------------------------------------------- | ------------------- | -------------- |
| Silva 2' Kompany 49' De Bruyne 59' Sterling 82' Otamendi 90+2' | (1 – 0) Jegyzőkönyv |                |

| City of Manchester Stadion, Manchester Nézőszám: 54 119 Játékvezető: Michael Oliver |

| 2017. május 13. 13:30 CEST 36. forduló |

| Manchester City                        | 2 – 1               | Leicester City |
| -------------------------------------- | ------------------- | -------------- |
| Silva 29' Gabriel Jesus 36' (11-esből) | (2 – 1) Jegyzőkönyv | 42' Okazaki    |

| City of Manchester Stadion, Manchester Nézőszám: 54 407 Játékvezető: Robert Madley |

| 2017. május 16. 21:00 CEST 37. forduló |

| Manchester City                           | 3 – 1               | West Bromwich Albion |
| ----------------------------------------- | ------------------- | -------------------- |
| Gabriel Jesus 29' De Bruyne 29' Touré 57' | (2 – 0) Jegyzőkönyv | 87' Robson-Kanu      |

| City of Manchester Stadion, Manchester Nézőszám: 53 624 Játékvezető: Craig Pawson |

| 2017. május 21. 16:00 CEST 38. forduló |

| Watford | 0 – 5               | Manchester City                                             |
| ------- | ------------------- | ----------------------------------------------------------- |
|         | (0 – 4) Jegyzőkönyv | 5' Kompany 23' 36' Agüero 41' Fernandinho 58' Gabriel Jesus |

| Vicarage Road, Watford Nézőszám: 20 829 Játékvezető: Jonathan Moss |

#### Bajnoki tabella
| #   | Csapat               | M  | GY | D  | V  | G+ – G– | GK  | P  | Megjegyzések       |
| --- | -------------------- | -- | -- | -- | -- | ------- | --- | -- | ------------------ |
| 1.  | Chelsea (B)          | 38 | 30 | 3  | 5  | 85–33   | +52 | 93 | BL–csoportkör      |
| 2.  | Tottenham Hotspur    | 38 | 26 | 8  | 4  | 86–26   | +60 | 86 | BL–csoportkör      |
| 3.  | Manchester City      | 38 | 23 | 9  | 6  | 80–39   | +41 | 78 | BL–csoportkör      |
| 4.  | Liverpool            | 38 | 22 | 10 | 6  | 78–42   | +36 | 76 | BL–rájátszás       |
| 5.  | Arsenal (KGY)        | 38 | 23 | 6  | 9  | 77–44   | +33 | 75 | EL–csoportkör      |
| 6.  | Manchester United    | 38 | 18 | 15 | 5  | 54–29   | +25 | 69 | EL–rájátszás       |
| 7.  | Everton              | 38 | 17 | 10 | 11 | 62–44   | +18 | 61 | EL–3. selejtezőkör |
| 8.  | Southampton          | 38 | 12 | 10 | 16 | 41–48   | −7  | 46 |                    |
| 9.  | Bournemouth          | 38 | 12 | 10 | 16 | 55–67   | −12 | 46 |                    |
| 10. | West Bromwich Albion | 38 | 12 | 9  | 17 | 43–51   | −8  | 45 |                    |
| 11. | West Ham United      | 38 | 12 | 9  | 17 | 47–64   | −17 | 45 |                    |
| 12. | Leicester City CV    | 38 | 12 | 8  | 18 | 48–63   | −15 | 44 |                    |
| 13. | Stoke City           | 38 | 11 | 11 | 16 | 41–56   | −15 | 44 |                    |
| 14. | Crystal Palace       | 38 | 12 | 5  | 21 | 50–63   | −13 | 41 |                    |
| 15. | Swansea City         | 38 | 12 | 5  | 21 | 45–70   | −25 | 41 |                    |
| 16. | Burnley Ú            | 38 | 11 | 7  | 20 | 39–55   | −16 | 40 |                    |
| 17. | Watford              | 38 | 11 | 7  | 20 | 40–68   | −28 | 40 |                    |
| 18. | Hull City Ú (K)      | 38 | 9  | 7  | 22 | 37–80   | −43 | 34 | Championship       |
| 19. | Middlesbrough Ú (K)  | 38 | 5  | 13 | 20 | 27–53   | −26 | 28 | Championship       |
| 20. | Sunderland (K)       | 38 | 6  | 6  | 26 | 29–69   | −40 | 24 | Championship       |

Utolsó frissítés: 2017. május 20. 
Forrás: premierleague.com 
A rangsorolás alapszabályai: 1. összpontszám, 2. egymás elleni eredmények összpontszáma, 3. gólkülönbség, 4. szerzett gólok száma.
(B): Bajnokcsapat, (K): Kieső csapat, (F): Feljutó csapat, (I): Kupainduló, (R): A rájátszás győztese, (KGY): Kupagyőztes

### FA-kupa
| 2017. január 6. 20:55 CET |

| West Ham United | 0 – 5               | Manchester City                                                    |
| --------------- | ------------------- | ------------------------------------------------------------------ |
|                 | (0 – 3) Jegyzőkönyv | 33' (11-esből) Touré 41' Nordtveit 43' Silva 50' Agüero 84' Stones |

| Olimpiai Stadion, London Nézőszám: 56 975 Játékvezető: Michael Oliver |

| 2017. január 6. 20:55 CET |

| West Ham United | 0 – 5               | Manchester City                                                    |
| --------------- | ------------------- | ------------------------------------------------------------------ |
|                 | (0 – 3) Jegyzőkönyv | 33' (11-esből) Touré 41' Nordtveit 43' Silva 50' Agüero 84' Stones |

| Olimpiai Stadion, London Nézőszám: 56 975 Játékvezető: Michael Oliver |

| 2017. január 28. 16:00 CET |

| Crystal Palace | 0 – 3               | Manchester City                   |
| -------------- | ------------------- | --------------------------------- |
|                | (0 – 3) Jegyzőkönyv | 43' Sterling 71' Sané 90+2' Touré |

| Selhurst Park, London Nézőszám: 13 979 Játékvezető: Mike Jones |

| 2017. január 28. 16:00 CET |

| Crystal Palace | 0 – 3               | Manchester City                   |
| -------------- | ------------------- | --------------------------------- |
|                | (0 – 3) Jegyzőkönyv | 43' Sterling 71' Sané 90+2' Touré |

| Selhurst Park, London Nézőszám: 13 979 Játékvezető: Mike Jones |

| 2017. február 18. 16:00 CET |

| Huddersfield Town | 0 – 0               | Manchester City |
| ----------------- | ------------------- | --------------- |
|                   | (0 – 0) Jegyzőkönyv |                 |

| Galpharm Stadion, Huddersfield Nézőszám: 24 129 Játékvezető: Anthony Taylor |

| 2017. március 1. 20:45 CET újrajátszás |

| Manchester City                                                 | 5 – 1               | Huddersfield Town |
| --------------------------------------------------------------- | ------------------- | ----------------- |
| Sané 30' Agüero 35' (11-esből) 73' Zabaleta 38' Iheanacho 90+1' | (3 – 1) Jegyzőkönyv | 7' Bunn           |

| City of Manchester Stadion, Manchester Nézőszám: 42 425 Játékvezető: Paul Tierney |

| 2017. február 18. 16:00 CET |

| Huddersfield Town | 0 – 0               | Manchester City |
| ----------------- | ------------------- | --------------- |
|                   | (0 – 0) Jegyzőkönyv |                 |

| Galpharm Stadion, Huddersfield Nézőszám: 24 129 Játékvezető: Anthony Taylor |

| 2017. március 1. 20:45 CET újrajátszás |

| Manchester City                                                 | 5 – 1               | Huddersfield Town |
| --------------------------------------------------------------- | ------------------- | ----------------- |
| Sané 30' Agüero 35' (11-esből) 73' Zabaleta 38' Iheanacho 90+1' | (3 – 1) Jegyzőkönyv | 7' Bunn           |

| City of Manchester Stadion, Manchester Nézőszám: 42 425 Játékvezető: Paul Tierney |

| 2017. március 11. 13:15 CET |

| Middlesbrough | 0 – 2               | Manchester City     |
| ------------- | ------------------- | ------------------- |
|               | (0 – 1) Jegyzőkönyv | 3' Silva 67' Agüero |

| Riverside Stadion, Middlesbrough Nézőszám: 32 228 Játékvezető: Mike Dean |

| 2017. március 11. 13:15 CET |

| Middlesbrough | 0 – 2               | Manchester City     |
| ------------- | ------------------- | ------------------- |
|               | (0 – 1) Jegyzőkönyv | 3' Silva 67' Agüero |

| Riverside Stadion, Middlesbrough Nézőszám: 32 228 Játékvezető: Mike Dean |

| 2017. április 23. 16:00 CEST |

| Arsenal                  | 2 – 1 (h. u.)                     | Manchester City |
| ------------------------ | --------------------------------- | --------------- |
| Monreal 71' Sánchez 101' | (0 – 0, 1 – 1, 2 – 1) Jegyzőkönyv | 62' Agüero      |

| Wembley, London Nézőszám: 85 725 Játékvezető: Craig Pawson |

| 2017. április 23. 16:00 CEST |

| Arsenal                  | 2 – 1 (h. u.)                     | Manchester City |
| ------------------------ | --------------------------------- | --------------- |
| Monreal 71' Sánchez 101' | (0 – 0, 1 – 1, 2 – 1) Jegyzőkönyv | 62' Agüero      |

| Wembley, London Nézőszám: 85 725 Játékvezető: Craig Pawson |

### Ligakupa
| 2016. szeptember 21. 20:45 CEST |

| Swansea City     | 1 – 2               | Manchester City       |
| ---------------- | ------------------- | --------------------- |
| Sigurðsson 90+3' | (0 – 0) Jegyzőkönyv | 49' Clichy 67' Garcia |

| Liberty Stadion, Swansea Nézőszám: 18 237 Játékvezető: Keith Stroud |

| 2016. szeptember 21. 20:45 CEST |

| Swansea City     | 1 – 2               | Manchester City       |
| ---------------- | ------------------- | --------------------- |
| Sigurðsson 90+3' | (0 – 0) Jegyzőkönyv | 49' Clichy 67' Garcia |

| Liberty Stadion, Swansea Nézőszám: 18 237 Játékvezető: Keith Stroud |

| 2016. október 26. 21:00 CEST |

| Manchester United | 1 – 0               | Manchester City |
| ----------------- | ------------------- | --------------- |
| Mata 54'          | (0 – 0) Jegyzőkönyv |                 |

| Old Trafford, Manchester Nézőszám: 75 196 Játékvezető: Mike Dean |

| 2016. október 26. 21:00 CEST |

| Manchester United | 1 – 0               | Manchester City |
| ----------------- | ------------------- | --------------- |
| Mata 54'          | (0 – 0) Jegyzőkönyv |                 |

| Old Trafford, Manchester Nézőszám: 75 196 Játékvezető: Mike Dean |

### Bajnokok Ligája
| 2016. augusztus 16. 20:45 CEST |

| Steaua București | 0 – 5               | Manchester City                         |
| ---------------- | ------------------- | --------------------------------------- |
|                  | (0 – 2) Jegyzőkönyv | 13' Silva 41' 78' 89' Agüero 49' Nolito |

| Nemzeti Stadion, Bukarest Játékvezető: Daniele Orsato (olasz) |

| 2016. augusztus 24. 20:45 CEST |

| Manchester City | 1 – 0               | Steaua București |
| --------------- | ------------------- | ---------------- |
| Delph 56'       | (0 – 0) Jegyzőkönyv |                  |

| City of Manchester Stadium, Manchester Nézőszám: 40 064 Játékvezető: Paweł Gil (lengyel) |

| 2016. augusztus 16. 20:45 CEST |

| Steaua București | 0 – 5               | Manchester City                         |
| ---------------- | ------------------- | --------------------------------------- |
|                  | (0 – 2) Jegyzőkönyv | 13' Silva 41' 78' 89' Agüero 49' Nolito |

| Nemzeti Stadion, Bukarest Játékvezető: Daniele Orsato (olasz) |

| 2016. augusztus 24. 20:45 CEST |

| Manchester City | 1 – 0               | Steaua București |
| --------------- | ------------------- | ---------------- |
| Delph 56'       | (0 – 0) Jegyzőkönyv |                  |

| City of Manchester Stadium, Manchester Nézőszám: 40 064 Játékvezető: Paweł Gil (lengyel) |

| 2016. szeptember 14. 20:45 CEST |

| Manchester City                              | 4 – 0               | Mönchengladbach |
| -------------------------------------------- | ------------------- | --------------- |
| Agüero 9' 28' (11-esből) 77' Iheanacho 90+1' | (2 – 0) Jegyzőkönyv |                 |

| City of Manchester Stadium, Manchester Nézőszám: 30 270 Játékvezető: Björn Kuipers (holland) |

| 2016. szeptember 28. 20:45 CEST |

| Celtic                      | 3 – 3               | Manchester City                         |
| --------------------------- | ------------------- | --------------------------------------- |
| Dembélé 3' 47' Sterling 20' | (2 – 2) Jegyzőkönyv | Fernandinho 12' Sterling 28' Nolito 55' |

| Celtic Park, Glasgow Nézőszám: 57 592 Játékvezető: Nicola Rizzoli (olasz) |

| 2016. október 19. 20:45 CEST |

| Barcelona                                     | 4 – 0               | Manchester City |
| --------------------------------------------- | ------------------- | --------------- |
| Messi 17' 61' 69' Neymar 89' Mathieu 71′, 73′ | (1 – 0) Jegyzőkönyv | 53′ Bravo       |

| Camp Nou, Barcelona Nézőszám: 96 290 Játékvezető: Milorad Mažić (szerb) |

| 2016. november 1. 20:45 CET |

| Manchester City                | 3 – 1               | Barcelona |
| ------------------------------ | ------------------- | --------- |
| Gündoğan 39' 74' De Bruyne 51' | (1 – 1) Jegyzőkönyv | 21' Messi |

| City of Manchester Stadium, Manchester Játékvezető: Kassai Viktor (magyar) |

| 2016. november 23. 20:45 CEST |

| Mönchengladbach             | 1 – 1               | Manchester City                  |
| --------------------------- | ------------------- | -------------------------------- |
| Raffael 23' Stindl 20′, 51′ | (1 – 1) Jegyzőkönyv | Silva 45+1' Fernandinho 43′, 63′ |

| Borussia-Park Stadion, Mönchengladbach Nézőszám: 45 921 Játékvezető: Cüneyt Çakır (török) |

| 2016. december 6. 20:45 CET |

| Manchester City | 1 – 1               | Celtic     |
| --------------- | ------------------- | ---------- |
| Iheanacho 8'    | (1 – 1) Jegyzőkönyv | 4' Roberts |

| City of Manchester Stadium, Manchester Nézőszám: 51 297 Játékvezető: Slavko Vinčić (szlovén) |

| Csapat          | M | Gy | D | V | G+ | G– | Gk  | P  |
| --------------- | - | -- | - | - | -- | -- | --- | -- |
| Barcelona       | 6 | 5  | 0 | 1 | 20 | 4  | +16 | 15 |
| Manchester City | 6 | 2  | 3 | 1 | 12 | 10 | +2  | 9  |
| Mönchengladbach | 6 | 1  | 2 | 3 | 5  | 12 | –7  | 5  |
| Celtic          | 6 | 0  | 3 | 3 | 5  | 16 | –11 | 3  |

|                 | MNC   | FCB   | MÖN   | CEL   |
| --------------- | ----- | ----- | ----- | ----- |
| Manchester City | –     | 3 – 1 | 4 – 0 | 1 – 1 |
| Barcelona       | 4 – 0 | –     | 4 – 0 | 7 – 0 |
| Mönchengladbach | 1 – 1 | 1 – 2 | –     | 1 – 1 |
| Celtic          | 3 – 3 | 0 – 2 | 0 – 2 | –     |

| Csapat          | M | Gy | D | V | G+ | G– | Gk  | P  |
| --------------- | - | -- | - | - | -- | -- | --- | -- |
| Barcelona       | 6 | 5  | 0 | 1 | 20 | 4  | +16 | 15 |
| Manchester City | 6 | 2  | 3 | 1 | 12 | 10 | +2  | 9  |
| Mönchengladbach | 6 | 1  | 2 | 3 | 5  | 12 | –7  | 5  |
| Celtic          | 6 | 0  | 3 | 3 | 5  | 16 | –11 | 3  |

|                 | MNC   | FCB   | MÖN   | CEL   |
| --------------- | ----- | ----- | ----- | ----- |
| Manchester City | –     | 3 – 1 | 4 – 0 | 1 – 1 |
| Barcelona       | 4 – 0 | –     | 4 – 0 | 7 – 0 |
| Mönchengladbach | 1 – 1 | 1 – 2 | –     | 1 – 1 |
| Celtic          | 3 – 3 | 0 – 2 | 0 – 2 | –     |

| 2017. február 21. 20:45 CET |

| Manchester City                                 | 5 – 3               | Monaco                    |
| ----------------------------------------------- | ------------------- | ------------------------- |
| Sterling 26' Agüero 58' 71' Stones 77' Sané 82' | (1 – 2) Jegyzőkönyv | 32' 61' Falcao 40' Mbappé |

| City of Manchester Stadium, Manchester Nézőszám: 53 351 Játékvezető: Antonio Mateu Lahoz (spanyol) |

| 2017. március 15. 20:45 CET |

| Monaco                             | 3 – 1               | Manchester City |
| ---------------------------------- | ------------------- | --------------- |
| Mbappé 8' Fabinho 29' Bakayoko 77' | (2 – 0) Jegyzőkönyv | 71' Sané        |

| II. Lajos Stadion, Monaco Játékvezető: Gianluca Rocchi (olasz) |

| 2017. február 21. 20:45 CET |

| Manchester City                                 | 5 – 3               | Monaco                    |
| ----------------------------------------------- | ------------------- | ------------------------- |
| Sterling 26' Agüero 58' 71' Stones 77' Sané 82' | (1 – 2) Jegyzőkönyv | 32' 61' Falcao 40' Mbappé |

| City of Manchester Stadium, Manchester Nézőszám: 53 351 Játékvezető: Antonio Mateu Lahoz (spanyol) |

| 2017. március 15. 20:45 CET |

| Monaco                             | 3 – 1               | Manchester City |
| ---------------------------------- | ------------------- | --------------- |
| Mbappé 8' Fabinho 29' Bakayoko 77' | (2 – 0) Jegyzőkönyv | 71' Sané        |

| II. Lajos Stadion, Monaco Játékvezető: Gianluca Rocchi (olasz) |

| 2016. szeptember 14. 20:45 CEST |

| Manchester City                              | 4 – 0               | Mönchengladbach |
| -------------------------------------------- | ------------------- | --------------- |
| Agüero 9' 28' (11-esből) 77' Iheanacho 90+1' | (2 – 0) Jegyzőkönyv |                 |

| City of Manchester Stadium, Manchester Nézőszám: 30 270 Játékvezető: Björn Kuipers (holland) |

| 2016. szeptember 28. 20:45 CEST |

| Celtic                      | 3 – 3               | Manchester City                         |
| --------------------------- | ------------------- | --------------------------------------- |
| Dembélé 3' 47' Sterling 20' | (2 – 2) Jegyzőkönyv | Fernandinho 12' Sterling 28' Nolito 55' |

| Celtic Park, Glasgow Nézőszám: 57 592 Játékvezető: Nicola Rizzoli (olasz) |

| 2016. október 19. 20:45 CEST |

| Barcelona                                     | 4 – 0               | Manchester City |
| --------------------------------------------- | ------------------- | --------------- |
| Messi 17' 61' 69' Neymar 89' Mathieu 71′, 73′ | (1 – 0) Jegyzőkönyv | 53′ Bravo       |

| Camp Nou, Barcelona Nézőszám: 96 290 Játékvezető: Milorad Mažić (szerb) |

| 2016. november 1. 20:45 CET |

| Manchester City                | 3 – 1               | Barcelona |
| ------------------------------ | ------------------- | --------- |
| Gündoğan 39' 74' De Bruyne 51' | (1 – 1) Jegyzőkönyv | 21' Messi |

| City of Manchester Stadium, Manchester Játékvezető: Kassai Viktor (magyar) |

| 2016. november 23. 20:45 CEST |

| Mönchengladbach             | 1 – 1               | Manchester City                  |
| --------------------------- | ------------------- | -------------------------------- |
| Raffael 23' Stindl 20′, 51′ | (1 – 1) Jegyzőkönyv | Silva 45+1' Fernandinho 43′, 63′ |

| Borussia-Park Stadion, Mönchengladbach Nézőszám: 45 921 Játékvezető: Cüneyt Çakır (török) |

| 2016. december 6. 20:45 CET |

| Manchester City | 1 – 1               | Celtic     |
| --------------- | ------------------- | ---------- |
| Iheanacho 8'    | (1 – 1) Jegyzőkönyv | 4' Roberts |

| City of Manchester Stadium, Manchester Nézőszám: 51 297 Játékvezető: Slavko Vinčić (szlovén) |

| Csapat          | M | Gy | D | V | G+ | G– | Gk  | P  |
| --------------- | - | -- | - | - | -- | -- | --- | -- |
| Barcelona       | 6 | 5  | 0 | 1 | 20 | 4  | +16 | 15 |
| Manchester City | 6 | 2  | 3 | 1 | 12 | 10 | +2  | 9  |
| Mönchengladbach | 6 | 1  | 2 | 3 | 5  | 12 | –7  | 5  |
| Celtic          | 6 | 0  | 3 | 3 | 5  | 16 | –11 | 3  |

|                 | MNC   | FCB   | MÖN   | CEL   |
| --------------- | ----- | ----- | ----- | ----- |
| Manchester City | –     | 3 – 1 | 4 – 0 | 1 – 1 |
| Barcelona       | 4 – 0 | –     | 4 – 0 | 7 – 0 |
| Mönchengladbach | 1 – 1 | 1 – 2 | –     | 1 – 1 |
| Celtic          | 3 – 3 | 0 – 2 | 0 – 2 | –     |

| Csapat          | M | Gy | D | V | G+ | G– | Gk  | P  |
| --------------- | - | -- | - | - | -- | -- | --- | -- |
| Barcelona       | 6 | 5  | 0 | 1 | 20 | 4  | +16 | 15 |
| Manchester City | 6 | 2  | 3 | 1 | 12 | 10 | +2  | 9  |
| Mönchengladbach | 6 | 1  | 2 | 3 | 5  | 12 | –7  | 5  |
| Celtic          | 6 | 0  | 3 | 3 | 5  | 16 | –11 | 3  |

|                 | MNC   | FCB   | MÖN   | CEL   |
| --------------- | ----- | ----- | ----- | ----- |
| Manchester City | –     | 3 – 1 | 4 – 0 | 1 – 1 |
| Barcelona       | 4 – 0 | –     | 4 – 0 | 7 – 0 |
| Mönchengladbach | 1 – 1 | 1 – 2 | –     | 1 – 1 |
| Celtic          | 3 – 3 | 0 – 2 | 0 – 2 | –     |

| 2017. február 21. 20:45 CET |

| Manchester City                                 | 5 – 3               | Monaco                    |
| ----------------------------------------------- | ------------------- | ------------------------- |
| Sterling 26' Agüero 58' 71' Stones 77' Sané 82' | (1 – 2) Jegyzőkönyv | 32' 61' Falcao 40' Mbappé |

| City of Manchester Stadium, Manchester Nézőszám: 53 351 Játékvezető: Antonio Mateu Lahoz (spanyol) |

| 2017. március 15. 20:45 CET |

| Monaco                             | 3 – 1               | Manchester City |
| ---------------------------------- | ------------------- | --------------- |
| Mbappé 8' Fabinho 29' Bakayoko 77' | (2 – 0) Jegyzőkönyv | 71' Sané        |

| II. Lajos Stadion, Monaco Játékvezető: Gianluca Rocchi (olasz) |

| 2017. február 21. 20:45 CET |

| Manchester City                                 | 5 – 3               | Monaco                    |
| ----------------------------------------------- | ------------------- | ------------------------- |
| Sterling 26' Agüero 58' 71' Stones 77' Sané 82' | (1 – 2) Jegyzőkönyv | 32' 61' Falcao 40' Mbappé |

| City of Manchester Stadium, Manchester Nézőszám: 53 351 Játékvezető: Antonio Mateu Lahoz (spanyol) |

| 2017. március 15. 20:45 CET |

| Monaco                             | 3 – 1               | Manchester City |
| ---------------------------------- | ------------------- | --------------- |
| Mbappé 8' Fabinho 29' Bakayoko 77' | (2 – 0) Jegyzőkönyv | 71' Sané        |

| II. Lajos Stadion, Monaco Játékvezető: Gianluca Rocchi (olasz) |

## Statisztikák

### Gólok
| #        | Nemz.            | Poszt    | Játékos              | PL | FA-kupa | Ligakupa | BL | Összesen |
| -------- | ---------------- | -------- | -------------------- | -- | ------- | -------- | -- | -------- |
| 10       | Argentína        | CS       | Sergio Agüero        | 20 | 5       | 0        | 8  | 33       |
| 7        | Anglia           | CS       | Raheem Sterling      | 7  | 1       | 0        | 2  | 10       |
| 19       | Németország      | KP       | Leroy Sané           | 5  | 2       | 0        | 2  | 9        |
| 21       | Spanyolország    | KP       | David Silva          | 4  | 2       | 0        | 2  | 8        |
| 33       | Brazília         | CS       | Gabriel Jesus        | 7  | 0       | 0        | 0  | 7        |
| 72       | Nigéria          | CS       | Kelechi Iheanacho    | 4  | 1       | 0        | 2  | 7        |
| 17       | Belgium          | KP       | Kevin De Bruyne      | 6  | 0       | 0        | 1  | 7        |
| 42       | Elefántcsontpart | KP       | Yaya Touré           | 5  | 2       | 0        | 0  | 7        |
| 9        | Spanyolország    | KP       | Nolito               | 4  | 0       | 0        | 2  | 6        |
| 8        | Németország      | KP       | İlkay Gündoğan       | 3  | 0       | 0        | 2  | 5        |
| 4        | Belgium          | V        | Vincent Kompany      | 3  | 0       | 0        | 0  | 3        |
| 25       | Brazília         | KP       | Fernandinho          | 2  | 0       | 0        | 1  | 3        |
| 5        | Argentína        | V        | Pablo Zabaleta       | 1  | 1       | 0        | 0  | 2        |
| 18       | Anglia           | KP       | Fabian Delph         | 1  | 0       | 0        | 1  | 2        |
| 22       | Franciaország    | V        | Gaël Clichy          | 1  | 0       | 1        | 0  | 2        |
| 24       | Anglia           | V        | John Stones          | 0  | 0       | 1        | 1  | 2        |
| 13       | Szerbia          | V        | Aleksandar Kolarov   | 1  | 0       | 0        | 0  | 1        |
| 30       | Argentína        | V        | Nicolás Otamendi     | 1  | 0       | 0        | 0  | 1        |
| 75       | Spanyolország    | KP       | Aleix García Serrano | 0  | 0       | 1        | 0  | 1        |
| öngól    | öngól            | öngól    | öngól                | 5  | 1       | 0        | 0  | 6        |
| Összesen | Összesen         | Összesen | Összesen             | 80 | 16      | 2        | 24 | 122      |

### Lapok
| #        | Nemz.            | Poszt    | Játékos            | PL        | PL                                   | PL        | FA-kupa   | FA-kupa                              | FA-kupa   | Ligakupa  | Ligakupa                             | Ligakupa  | BL        | BL                                   | BL        | Összesen  | Összesen                             | Összesen  |
| #        | Nemz.            | Poszt    | Játékos            | Sárga lap | sárga lap · 2. sárga lap · kiállítva | kiállítva | Sárga lap | sárga lap · 2. sárga lap · kiállítva | kiállítva | Sárga lap | sárga lap · 2. sárga lap · kiállítva | kiállítva | Sárga lap | sárga lap · 2. sárga lap · kiállítva | kiállítva | Sárga lap | sárga lap · 2. sárga lap · kiállítva | kiállítva |
| -------- | ---------------- | -------- | ------------------ | --------- | ------------------------------------ | --------- | --------- | ------------------------------------ | --------- | --------- | ------------------------------------ | --------- | --------- | ------------------------------------ | --------- | --------- | ------------------------------------ | --------- |
| 30       | Argentína        | V        | Nicolás Otamendi   | 9         | 0                                    | 0         | 1         | 0                                    | 0         | 0         | 0                                    | 0         | 2         | 0                                    | 0         | 12        | 0                                    | 0         |
| 7        | Anglia           | CS       | Raheem Sterling    | 7         | 0                                    | 0         | 1         | 0                                    | 0         | 0         | 0                                    | 0         | 3         | 0                                    | 0         | 11        | 0                                    | 0         |
| 13       | Szerbia          | V        | Aleksandar Kolarov | 6         | 0                                    | 0         | 1         | 0                                    | 0         | 0         | 0                                    | 0         | 2         | 0                                    | 0         | 9         | 0                                    | 0         |
| 25       | Brazília         | KP       | Fernandinho        | 4         | 0                                    | 2         | 1         | 0                                    | 0         | 0         | 0                                    | 0         | 3         | 1                                    | 0         | 8         | 1                                    | 2         |
| 21       | Spanyolország    | KP       | David Silva        | 6         | 0                                    | 0         | 0         | 0                                    | 0         | 0         | 0                                    | 0         | 1         | 0                                    | 0         | 7         | 0                                    | 0         |
| 17       | Belgium          | KP       | Kevin De Bruyne    | 4         | 0                                    | 0         | 1         | 0                                    | 0         | 0         | 0                                    | 0         | 1         | 0                                    | 0         | 6         | 0                                    | 0         |
| 10       | Argentína        | CS       | Sergio Agüero      | 4         | 0                                    | 1         | 0         | 0                                    | 0         | 0         | 0                                    | 0         | 1         | 0                                    | 0         | 5         | 0                                    | 1         |
| 42       | Elefántcsontpart | KP       | Yaya Touré         | 4         | 0                                    | 0         | 1         | 0                                    | 0         | 0         | 0                                    | 0         | 0         | 0                                    | 0         | 5         | 0                                    | 0         |
| 4        | Belgium          | V        | Vincent Kompany    | 5         | 0                                    | 0         | 0         | 0                                    | 0         | 0         | 0                                    | 0         | 0         | 0                                    | 0         | 5         | 0                                    | 0         |
| 19       | Németország      | CS       | Leroy Sané         | 3         | 0                                    | 0         | 1         | 0                                    | 0         | 0         | 0                                    | 0         | 0         | 0                                    | 0         | 4         | 0                                    | 0         |
| 5        | Argentína        | V        | Pablo Zabaleta     | 2         | 0                                    | 0         | 0         | 0                                    | 0         | 0         | 0                                    | 0         | 2         | 0                                    | 0         | 4         | 0                                    | 0         |
| 3        | Franciaország    | V        | Bacary Sagna       | 2         | 0                                    | 0         | 1         | 0                                    | 0         | 0         | 0                                    | 0         | 1         | 0                                    | 0         | 4         | 0                                    | 0         |
| 25       | Brazília         | KP       | Fernando           | 3         | 0                                    | 0         | 0         | 0                                    | 0         | 1         | 0                                    | 0         | 0         | 0                                    | 0         | 4         | 0                                    | 0         |
| 9        | Spanyolország    | KP       | Nolito             | 3         | 0                                    | 1         | 0         | 0                                    | 0         | 0         | 0                                    | 0         | 0         | 0                                    | 0         | 3         | 0                                    | 1         |
| 33       | Brazília         | CS       | Gabriel Jesus      | 2         | 0                                    | 0         | 0         | 0                                    | 0         | 0         | 0                                    | 0         | 0         | 0                                    | 0         | 2         | 0                                    | 0         |
| 18       | Anglia           | KP       | Fabian Delph       | 1         | 0                                    | 0         | 1         | 0                                    | 0         | 0         | 0                                    | 0         | 0         | 0                                    | 0         | 2         | 0                                    | 0         |
| 22       | Franciaország    | V        | Gaël Clichy        | 2         | 0                                    | 0         | 0         | 0                                    | 0         | 0         | 0                                    | 0         | 0         | 0                                    | 0         | 2         | 0                                    | 0         |
| 15       | Spanyolország    | KP       | Jesús Navas        | 2         | 0                                    | 0         | 0         | 0                                    | 0         | 0         | 0                                    | 0         | 0         | 0                                    | 0         | 2         | 0                                    | 0         |
| 72       | Nigéria          | CS       | Kelechi Iheanacho  | 0         | 0                                    | 0         | 0         | 0                                    | 0         | 1         | 0                                    | 0         | 0         | 0                                    | 0         | 1         | 0                                    | 0         |
| 8        | Németország      | KP       | İlkay Gündoğan     | 0         | 0                                    | 0         | 0         | 0                                    | 0         | 0         | 0                                    | 0         | 1         | 0                                    | 0         | 0         | 0                                    | 1         |
| 24       | Anglia           | V        | John Stones        | 1         | 0                                    | 0         | 0         | 0                                    | 0         | 0         | 0                                    | 0         | 0         | 0                                    | 0         | 1         | 0                                    | 0         |
| 1        | Chile            | K        | Claudio Bravo      | 0         | 0                                    | 0         | 0         | 0                                    | 0         | 0         | 0                                    | 0         | 0         | 0                                    | 1         | 0         | 0                                    | 1         |
| Összesen | Összesen         | Összesen | Összesen           | 65        | 0                                    | 4         | 9         | 0                                    | 0         | 2         | 0                                    | 0         | 17        | 1                                    | 1         | 93        | 1                                    | 5         |

### Bajnoki helyezések fordulónként
| Forduló  | 1. | 2. | 3. | 4. | 5. | 6. | 7. | 8. | 9. | 10. | 11. | 12. | 13. | 14. | 15. | 16. | 17. | 18. | 19. |
| -------- | -- | -- | -- | -- | -- | -- | -- | -- | -- | --- | --- | --- | --- | --- | --- | --- | --- | --- | --- |
| Helyszín | O  | I  | O  | I  | O  | I  | I  | O  | O  | I   | O   | I   | I   | O   | I   | O   | O   | I   | I   |
| Eredmény | GY | GY | GY | GY | GY | GY | V  | D  | D  | GY  | D   | GY  | GY  | V   | V   | GY  | GY  | GY  | V   |
| Helyezés | 3. | 1. | 1. | 1. | 1. | 1. | 1. | 1. | 1. | 1.  | 2.  | 2.  | 3.  | 4.  | 4.  | 4.  | 2.  | 2.  | 3.  |

| Forduló  | 20. | 21. | 22. | 23. | 24. | 25. | 26. | 27. | 28. | 29. | 30. | 31. | 32. | 33. | 34. | 35. | 36. | 37. | 38. |
| -------- | --- | --- | --- | --- | --- | --- | --- | --- | --- | --- | --- | --- | --- | --- | --- | --- | --- | --- | --- |
| Helyszín | O   | I   | O   | I   | O   | I   | I   | O   | O   | I   | I   | O   | I   | O   | I   | O   | O   | O   | I   |
| Eredmény | GY  | V   | D   | GY  | GY  | GY  | GY  | D   | D   | D   | V   | GY  | GY  | D   | D   | GY  | GY  | GY  | GY  |
| Helyezés | 3.  | 5.  | 5.  | 5.  | 3.  | 2.  | 3.  | 3.  | 3.  | 4.  | 4.  | 4.  | 4.  | 4.  | 4.  | 3.  | 3.  | 3.  | 3.  |

Magyarázat
- GY: győzelem, D: döntetlen, V: vereség

### Kezdő 11
| Poz. | Név                | Kezdő | Egyéb kezdők                        |
| ---- | ------------------ | ----- | ----------------------------------- |
| K    | Claudio Bravo      | 31    | Joe Hart 1 Wilfredo Caballero 24    |
| V    | Pablo Zabaleta     | 22    | Bacary Sagna 19 Pablo Maffeo 3      |
| V    | John Stones        | 36    | Vincent Kompany 14                  |
| V    | Nicolás Otamendi   | 42    | Tosin Adarabioyo 1                  |
| V    | Aleksandar Kolarov | 37    | Gaël Clichy 35                      |
| KP   | David Silva        | 42    | Yaya Touré 28 Aleix García 4        |
| KP   | Fernandinho        | 42    | Fernando 10 Angeliño 1              |
| KP   | Leroy Sané         | 29    | Jesús Navas 19 Fabian Delph 5       |
| KP   | Raheem Sterling    | 42    | Nolito 16                           |
| KP   | Kevin De Bruyne    | 43    | İlkay Gündoğan 15                   |
| CS   | Sergio Agüero      | 37    | Kelechi Iheanacho 9 Gabriel Jesus 9 |

| Caballero Zabaleta Stones Otamendi Kolarov Fernandinho Silva De Bruyne Sané Sterling Agüero |

## Díjak

### Premier LeagueA hónap játékosa
A Premier League szponzora választja minden hónapban
| Hónap     | City-játékos    |
| --------- | --------------- |
| Augusztus | Raheem Sterling |

### Premier LeagueA hónap edzője
A Premier League szponzora választja minden hónapban
|                 | Hónap   |
| --------------- | ------- |
| Josep Guardiola | Február |

### EtihadA hónap játékosa
A szurkolóktól a legtöbb szavazatot kapott játékos
| Hónap      | Játékos         |
| ---------- | --------------- |
| Augusztus  | Raheem Sterling |
| Szeptember | Kevin De Bruyne |
| Október    | İlkay Gündoğan  |
| November   | Kevin De Bruyne |
| December   | Yaya Touré      |
| Január     | David Silva     |
| Február    | Leroy Sané      |
| Március    | Leroy Sané      |
| Április    |                 |
| Május      |                 |

### EtihadAz év játékosa
A szurkolóktól a legtöbb szavazatot kapott játékos
 David Silva